# 1815 Бетовен
1815 Бетовен (енгл. 1815 Beethoven) је астероид главног астероидног појаса са пречником од приближно 30,36 km.
Афел астероида је на удаљености од 3,742 астрономских јединица (АЈ) од Сунца, а перихел на 2,569 АЈ.
Ексцентрицитет орбите износи 0,185, инклинација (нагиб) орбите у односу на раван еклиптике 2,737 степени, а орбитални период износи 2048,050 дана (5,607 година).
Апсолутна магнитуда астероида је 11,36 а геометријски албедо 0,054.
Астероид је откривен 27. јануара 1932. године.